# 白縫村
白縫村（日语：／ Shiranui mura */?）是日本統治下的樺太廳的已不存在的一村。
地名來源於小地名「白濱」與「真縫」。